# Zhiqing
Os Zhiqing ou Juventude rústica da China, conhecido na China como 知识青年 (Zhishi Qingnian) ou simplesmente 知青, é um termo usado na República Popular da China para se referir a um jovem que tinha recebido um elevado nível de educação, especialmente aqueles que no início dos anos 1950 até o fim da Revolução Cultural, voluntariamente ou sob coação, deixaram a zona urbana e foram "rustificados" (enviados a zonas rurais para viverem como camponeses). Tratou-se de um grupo de cerca de 17 milhões de jovens urbanos chineses, devido a uma campanha política da República Popular da China liderada por Mao Tse-tung durante a Revolução Cultural. O Partido Comunista Chinês tinha como objetivo transformar parte da juventude urbana em agricultores para o resto suas vidas. A grande maioria dos afetados recebera educação até o ensino médio, e apenas uma pequena minoria esteve matriculada no nível pós-secundário ou universitário.

## Operação
De 1962 a 1979, pelo menos 16 milhões de jovens foram deslocados (algumas fontes definem o mínimo em 18 milhões). Embora muitos fossem direcionados para províncias distantes, como a Mongólia Interior, os destinos usuais para os jovens enviados eram condados rurais em áreas vizinhas. Muitos dos Guardas Vermelhos de Xangai não viajaram além das ilhas vizinhas de Chongming e Hengsha, na foz do Yangtze.

Em 1971, inúmeros problemas com o movimento começaram a vir à tona, ao mesmo tempo em que o Partido Comunista distribuía empregos para os jovens que voltavam do interior do país. A maioria desses jovens reurbanizados se aproveitou de relações pessoais 关系(guanxi) para deixar o campo. Os envolvidos com o golpe "Projeto 571" denunciaram todo o movimento como sendo trabalho penal disfarçado 劳改(laogai). Em 1976, até Mao percebeu a severidade do movimento de rustificação e decidiu reexaminar a questão. Mas, nesse ínterim, mais de um milhão de jovens continuaram sendo rustificados todos os anos. Muitos não conseguiram lidar com a vida dura e morreram no processo de reeducação.